# Interferon alfa
Interferon alfa (INN) hoặc HuIFN-alpha-Le, tên thương mại Multiferon, là một loại dược phẩm bao gồm interferon alpha tự nhiên (IFN-α) thu được từ phần bạch cầu của máu người sau khi gây ra bởi virut Sendai. Interferon alfa chứa một số phân nhóm IFN-α tự nhiên và được tinh chế bằng sắc ký ái lực. Mặc dù sản phẩm dược phẩm thường được gọi đơn giản là "interferon alpha" hoặc "IFN-α" giống như đối tác nội sinh của nó, tên không độc quyền quốc tế của sản phẩm (INN) là interferon alfa (đánh vần là 'alfa' với 'f' phản ánh các quy ước đặt tên của INN).

## Thành phần
Interferon alpha chứa hỗn hợp của một số protein, tất cả đều có các đặc tính cấu trúc, huyết thanh học và chức năng điển hình cho interferon alpha tự nhiên (IFN α). Các phân nhóm chính được xác định là IFN-α1, IFN-α2, IFN-α8, IFN-α10, IFN-α14 và IFN-α21. Trong số này, IFN-α2 và IFN-α14 bị glycosyl hóa. Hàm lượng IFN-α được biểu thị bằng Đơn vị quốc tế trên mililit và sản phẩm thuốc được pha chế trong dung dịch đệm phosphat đẳng trương ở pH = 7,2 và được bổ sung albumin ở người ở mức 1,5   mg / ml. Albumin được sử dụng là một sản phẩm thuốc được phê duyệt ở một số quốc gia, và được chỉ định để điều trị tiêm dưới da.

## Dược lý
IFN-α8 tăng cường sự tăng sinh của các tế bào B người, cũng như có thể kích hoạt các tế bào NK. Các kiểu con α10 và α2, cùng với α8, là các bộ kích hoạt tế bào NK hiệu quả và mạnh mẽ nhất. Các tiểu loại α21 và α2 tăng cường sự biểu hiện của IFN-gamma protein cảm ứng -10 (IP-10) trong các tế bào đuôi gai. Các tế bào đuôi gai được kích hoạt bắt đầu các phản ứng miễn dịch và tạo ra biểu hiện của IP-10, một chemokine thúc đẩy phản ứng viêm Th1.
IFN-α1 gây tăng biểu hiện HLA-II và có thể ức chế trực tiếp sự phát triển của tế bào khối u trong ống nghiệm. Tuy nhiên, nó là một chất kích hoạt kém của các tế bào NK, có hoạt tính kháng vi-rút tương đối ít, không gây ra sự tăng sinh tế bào B và không tăng cường biểu hiện kháng nguyên khối u hoặc I-I. Mặc dù không hoạt động rõ ràng, nó vẫn được sử dụng lâm sàng trong điều trị ung thư biểu mô tế bào thận di căn, với độc tính thấp hơn so với IFN-α2 tái tổ hợp. Nhìn chung, IFN-α có tác động gây viêm nói chung làm lệch phản ứng miễn dịch đối với cấu hình Th1.
Kiểu phụ α2 tăng sự biểu hiện của phân tử HLA-I, tương ứng với kích hoạt IFN-α-qua trung gian của bộ nhớ tế bào CD8 và tăng tiêu tế bào hành động chống lại một cơn sốt khi các tế bào bị nhiễm và tế bào ung thư (thông qua các tế bào gây độc tế bào CD8).